# Liliana Maresca
Liliana Maresca (Avellaneda, Provincia de Buenos Aires, 8 de mayo de 1951 - Buenos Aires, 13 de noviembre de 1994) fue una artista argentina. Su obra comprende técnicas como la escultura, la pintura, montajes gráficos, arte objeto e instalaciones. Fue una artista destacada en el periodo posterior a la dictadura cívico-militar del Proceso de Reorganización Nacional.

## Vida y obra
Se independizó a los 19 años, viviendo en el barrio de Belgrano. Estudió pintura en la Escuela Nacional de Cerámica con Renato Benedetti, dibujo con Miguel Ángel Bengochea y escultura con Emilio Renart. Fue docente en la cátedra Morfología 1 de la carrera de Diseño Gráfico de la Universidad de Buenos Aires (UBA). Dio clases particulares de lenguaje plástico (objeto, escultura, ambientaciones, instalaciones, multimedios y performance) y nuevos lenguajes plásticos con materiales no tradicionales.
Su primera exposición colectiva fue hacia 1983 en el Espacio Giesso de Buenos Aires. Su casa en el barrio de San Telmo acogió a una comunidad de artistas argentinos en donde encontraron espacio para realizar happenings. Dicho espacio albergó gran cantidad de artistas en plena efervescencia cultural por el término de la dictadura.
Realizó intervenciones urbanas que destacaron por lo atípico de los espacios elegidos, como Una bufanda para la ciudad de Buenos Aires, hecho en la hoy calle peatonal Florida en 1985; o bien, el Lavarte, un lavadero automático en la calle Bartolomé Mitre 1239, acompañada por los artistas Ezequiel Furgiuele (escultor), Martín Kovensky y Alejandro Dardik (pintores) y Marcos López (fotógrafo).
En 1986, organiza La Kermesse. El paraíso de las bestias en el Centro Cultural Recoleta, donde participaron más de cien artistas (desde Horacio Fontova hasta otros menos reconocidos). Este evento, en el que Maresca se disfrazó de monja y mantuvo un imaginario diálogo con Dios, estuvo dedicado al artista y performer Batato Barea.
En 1988 presenta su exposición No todo lo que brilla es oro, donde se adentra en la temática de los materiales y en una alusión a la alquimia.
En la obra de gran formato Ecuación-El Dorado, realizado como parte de la exposición colectiva La conquista en el Centro Cultural Recoleta en 1991, criticó la conquista de América y el colonialismo europeo. En el mismo año expone su escultura Ouróboros en la Facultad de Filosofía y Letras de la UBA, objeto de forma circular (aludiendo a la serpiente que se devora a sí misma) y compuesto de libros desencuadernados.

## Últimos años
Falleció en Buenos Aires el 13 de noviembre de 1994 por causas relacionadas al VIH, sin poder asistir a Frenesí, una exposición retrospectiva de los últimos diez años de su obra.
A los dos días de su fallecimiento se estrenó Vida de Pablo Reyero, documental que registra testimonios de personas afectadas por VIH.